# Pycnowithius cavernicola
Pycnowithius cavernicola är en spindeldjursart som beskrevs av Volker Mahnert 1988. Pycnowithius cavernicola ingår i släktet Pycnowithius och familjen Withiidae. Inga underarter finns listade i Catalogue of Life.